# Ramon van Haaren
Ramon van Haaren (født 16. september 1972 i Waalwijk, Holland) er en hollandsk tidligere fodboldspiller (forsvarer).
Van Haaren spillede hele sin 14 år lange karriere i hjemlandet, hvor han repræsenterede henholdsvis RKC Waalwijk, Roda, Feyenoord og Sparta Rotterdam. Han vandt den hollandske pokalturnering med Roda, mens han var reserve på det Feyenoord-hold, der i 2002 vandt UEFA Cuppen.

## Titler
KNVB Cup
- 1997 og 2000 med Roda

UEFA Cup
- 2002 med Feyenoord